# 布勒内湖 (沃州)
46°40′23″N 6°19′24″E / 46.67306°N 6.32333°E

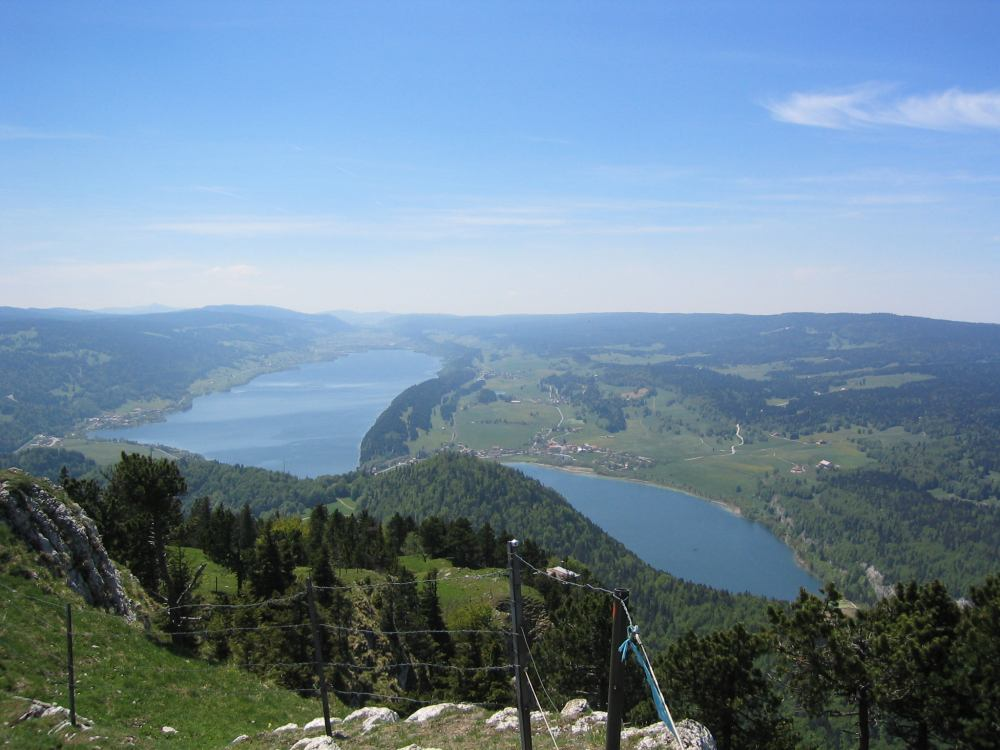

布勒内湖（法語：Lac Brenet，法語發音：[lak bʁənɛ]）是瑞士的湖泊，位於該國西部沃州，距離茹湖僅200米，毗鄰與法國接壤的邊境，長1.5公里、寬0.5公里，面積0.8平方公里，海拔高度1,002米，最大水深18米。